# Goles de Sant Pere
Les Goles de Sant Pere es troben al terme municipal de Sant Pere Pescador, a la desembocadura del riu Fluvià. Es
tracta d'una zona humida litoral, que presenta diversos estanys menors, força ben conservats, i molt canviants per la dinàmica litoral i fluvial. Ocupa una superfície de 71,59 Ha.
La vegetació està formada per dunes, comunitats de reraduna i de platja, salicorniars i jonqueres de Juncus maritimus, de sòls poc salins i llargament inundats. En aquest espai són presents els hàbitats d'interès comunitari 1410 Prats i jonqueres halòfils mediterranis (Juncetalia maritimi), 1420 Matollars halòfils mediterranis i termoatlàntics (Sarcocornetea fruticosae) i 2110 Dunes movents embrionàries.
Pel que fa a la fauna, l'espai és d'interès sobretot per l'avifauna. Destaca especialment com a zona de reproducció d'espècies com el corriol camanegra (Charadrius alexandrinus).
Es tracta d'un espai fortament freqüentat, sobretot a l'estiu, amb molt de trànsit rodat fins al mateix espai i poca regulació de l'accés, ja que es troba fora de la Reserva Natural Integral II. Actualment (2008) s'ha tancat a la circulació rodada la zona situada més al nord de l'espai i l'accés a la Gola del Fluvià. També s'hi ha instal·lat un mirador elevat. Les Goles de Sant Pere es troben dins el Parc Natural dels Aiguamolls de l'Empordà i estan protegides també com a Espai d'Interès Natural "Aiguamolls de l'Alt Empordà" i com a espai de la Xarxa Natural 2000 ES0000019 "Aiguamolls de l'Alt Empordà".